# مارکیرولو
مارکیرولو (به ایتالیایی: Marchirolo) یک کومونه در ایتالیا است که در استان وارزه واقع شده‌است.

## خصوصیات
مارکیرولو ۵٫۵ کیلومترمربع مساحت و ۳٬۳۵۵ نفر جمعیت دارد و ۵۰۰ متر بالاتر از سطح دریا واقع شده‌است.